# 1380-1389
De jaren 1380-1389 (van de christelijke jaartelling) zijn een decennium in de 14e eeuw.

## Belangrijke gebeurtenissen

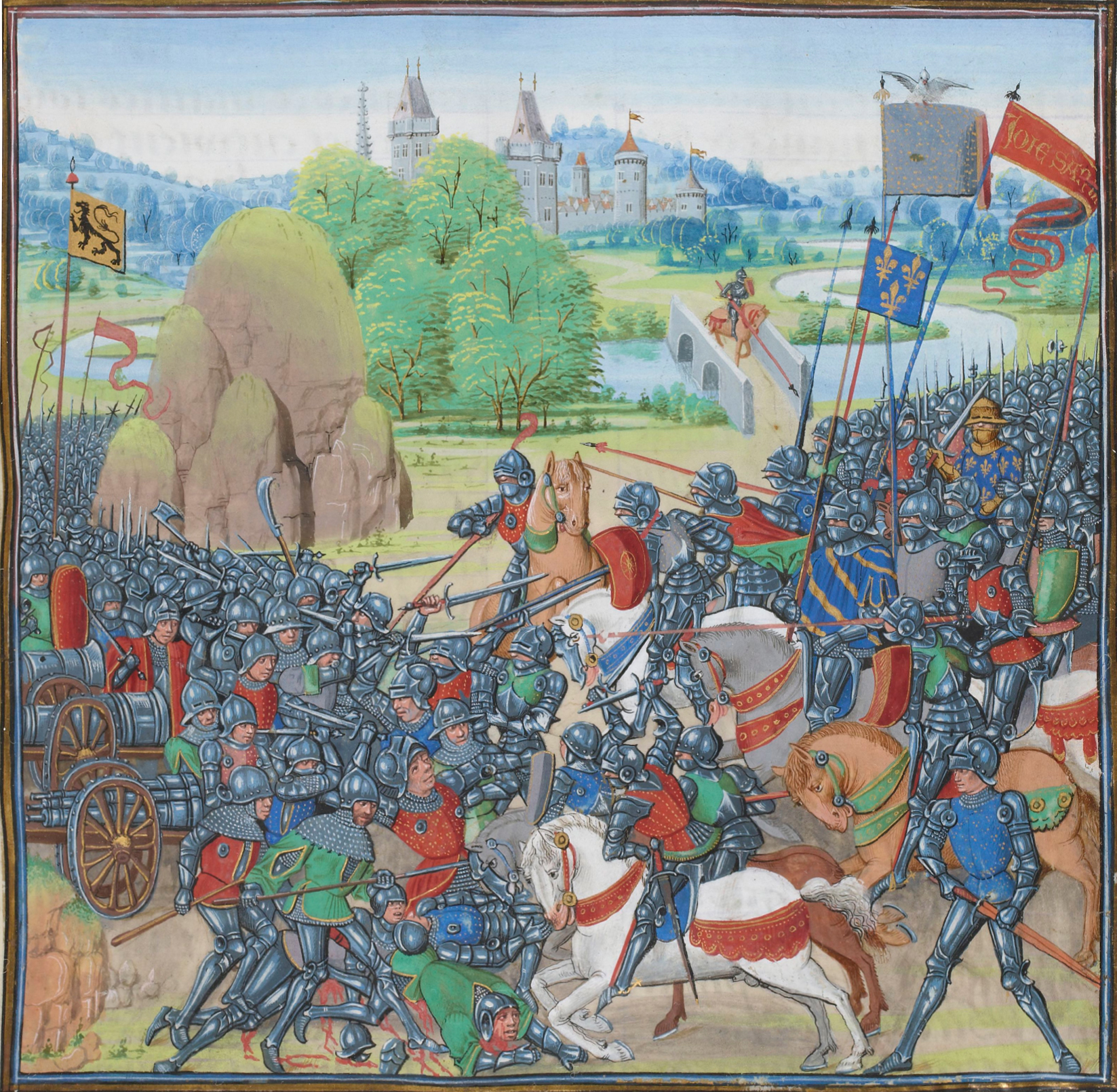
Een Vlaamse opstand wordt neergeslagen in de Slag bij Westrozebeke in 1382

### Honderdjarige Oorlog
- 1380 : Koning Karel V van Frankrijk sterft, zijn elfjarige zoon Karel VI volgt hem op.
- 1381 : Engelse Boerenopstand onder leiding van Wat Tyler.
- 1382 : Richard II van Engeland huwt met Anna van Bohemen, halfzus van Wenceslaus (rooms-koning).
- 1382 : Opstand van de Maillotins in Frankrijk tegen de belastingdruk.
- 1385 : Engelse invasie van Schotland. De Fransen onder leiding van Jean de Vienne helpen de Schotten.
- 1387 : Karel II van Navarra sterft op een gruwelijke wijze, hij wordt opgevolgd door zijn zoon Karel III. Vrede komt over het land.
- 1388 : Karel VI ontdoet zich van zijn voogden.

### Lage Landen
- 1382 - Slag op het Beverhoutsveld - Gentenaren onder Filips van Artevelde verslaan Lodewijk II van Male en hebben al snel een groot deel graafschap Vlaanderen in handen.
- 1382 - Slag bij Westrozebeke. Een Frans leger overweldigt de Vlaamse piekeniers. Ook de ruwaert Filips van Artevelde sneuvelt. Lodewijk II van Male is weer de baas in Vlaanderen.
- 1383 : Hertog van Brabant, Wenceslaus I van Luxemburg, sterft kinderloos, zijn weduwe hertogin Johanna van Brabant volgt hem op.
- 1384 : Graaf van Vlaanderen Lodewijk II van Male sterft, zijn dochter Margaretha van Male volgt hem op.
- 1385 - De Vrede van Doornik betekent het einde van de Gentse Opstand. Filips de Stoute, hertog van Bourgondië en man van Margaretha van Male schenkt de Gentenaars amnestie en wordt zo erkent als graaf van Vlaanderen.
- 1385 : Dubbelhuwelijk van Kamerijk. Margaretha van Bourgondië huwt met Willem VI van Holland en Beieren en Jan I van Bourgondië trouwt met Margaretha van Beieren.
- 1385 : Koning Karel VI van Frankrijk huwt met Isabella van Beieren ook uit het Huis Wittelsbach.
- 1389 - De Delfshavense Schie wordt gegraven om Delft een verbinding te geven met de Nieuwe Maas.

### Mongoolse Rijk
- 1380 - Slag op het Koelikovo-veld. Dmitri Donskoj van het Grootvorstendom Moskou verslaat de Gouden Horde.
- 1382 : Beleg van Moskou. Khan Tochtamysj toont wie de meester is. De zoon van Dmitri, Vasili wordt meegenomen als gijzelaar.
- 1385 : Tochtamysj-Timoer Oorlog. Vasili profiteert van de situatie om te vluchten. De oorlog draait om de verovering van Perzië.
- 1389 : Dmitri sterft, Vasili volgt hem op.

### Ottomaanse Rijk
- 1382 of 1385 : Beleg van Sofia. De Bulgaarse stad wordt veroverd door de Ottomanen.
- 1389 - Slag op het Merelveld (Kosovo). Servië wordt verslagen door de Ottomanen.
- 1389 : Sultan Murat I wordt vermoord, zijn zoon Bayezid I volgt hem op.

### Europa
- 1381 : Slag bij Anagni. Karel III Durazzo verovert het Koninkrijk Napels en een jaar later laat hij Johanna I van Napels vermoorden.
- 1383 - Ferdinand I van Portugal sterft zonder mannelijke erfgenaam. Een tweejarige oorlog om de Portugese troon brandt los tussen Ferdinands halfbroer Joao en zijn zwager Johan I van Castilië. Joao, gesteund door de Portugese adel, trekt aan het langste eind en wordt koning Johan I van Portugal.
- 1385 : Maria van Hongarije huwt met Sigismund van Luxemburg. Karel III Durazzo eist de Hongaarse troon op via de afstamming van het Huis Anjou-Sicilië.
- 1385 : Unie van Krevo. Verbond tussen het Grootvorstendom Litouwen en het Koninkrijk Polen.
- 1389 : Slag bij Åsle. Koningin Margaretha verslaat de Zweden en wordt zo ook koningin Van Zweden.

### Christendom
- Het zijn de jaren van het Westers Schisma. In Avignon zetelt een tegenpaus Clemens genoemd die min of meer afhankelijk is van de Franse koning.
- Geert Grote trekt in 1380 met een groepje volgelingen in een huis van Florens Radewijns in Deventer. Het is de eerste van vele gemeenschappen van de Moderne Devotie die door heel Europa zullen worden opgericht. Na de dood van Geert Grote in 1384 neemt Florens Radewijns de leiding over van de Broeders van het Gemene Leven. Ze stichten in 1387 de Congregatie van Windesheim.
- John Wyclif wordt in 1382 in Londen ter dood veroordeeld.

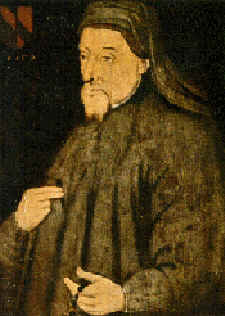
Geoffrey Chaucer begint aan The Canterbury Tales

## Kunst en cultuur
- Geoffrey Chaucer begint aan The Canterbury Tales.

## Belangrijke personen

### Geboren
- 1380 - Gianfrancesco Poggio Bracciolini, Italiaanse humanist
- 1380 - Bernardinus van Siena, franciscaan en heilige
- 1382 - Erik VII van Denemarken, koning van Denemarken, Noorwegen en Zweden
- 1383 - Paus Eugenius IV
- 1383 - Tegenpaus Felix V
- 1384 - Anton van Bourgondië, hertog van Brabant en Limburg
- 1386 - Donatello, Italiaanse schilder en beeldhouwer
- 1386 - Mircea I van Walachije, heerser van Walachije
- 1387 - Hendrik V van Engeland
- 1389 - Cosimo de' Medici de Oude

### Gestorven
- 1380 - Catharina van Siena, mysticus en heilige
- 1380 - Bertrand du Guesclin, Frans veldheer.
- 1380 - Karel V van Frankrijk
- 1380 - Haakon VI van Noorwegen
- 1381 - Jan van Ruusbroec, mysticus
- 1382 - Johanna I van Napels, koningin van Napels en gravin van Provence
- 1384 - Geert Grote, prediker en stichter van de Broeders des Gemenen Levens
- 1386 - Johannes VI Kantakouzenos, Byzantijns keizer
- 1387 - Peter IV van Aragón
- 1389 - Murat I, Ottomaanse sultan
- 1389 - Hayam Wuruk, heerser van het Javaanse koninkrijk Majapahit
- 1389 - Paus Urbanus VI
- 1389 - Dmitri Donskoi, grootvorst van Moskovië

<< · 1380 · 1381 · 1382 · 1383 · 1384 · 1385 · 1386 · 1387 · 1388 · 1389 · >>
<< · 1300-1309 · 1310-1319 · 1320-1329 · 1330-1339 · 1340-1349 · 1350-1359 · 1360-1369 · 1370-1379 · 1380-1389 · 1390-1399 · >>